# 詹塔拉縣
詹塔拉縣是印度的一個縣，位於該國東部，由賈坎德邦負責管轄，面積1,801平方公里，識字率為63.73%，2011年人口790,207，人口在2001至2011年期間增加21%，人口密度每平方公里439人。

## 外部連結
- Jamtara district website （页面存档备份，存于）
- List of places in Jamtara

23°57′36″N 86°48′00″E / 23.96000°N 86.80000°E